# Dendropsophus leucophyllatus
Dendropsophus leucophyllatus és una espècie de granota que viu a Bolívia, el Brasil, Colòmbia, l'Equador, Guaiana Francesa, Guyana, el Perú, Surinam i, possiblement també, Veneçuela.